# Hercules (Birmingham)
Hercules (of Her-Cu-Motor) was een Brits merk van motorfietsen.
De bedrijfsnaam was: Birmingham Cycle Company, Birmingham, later British Cycle Corporation en Raleigh Industries Ltd., Nottingham.
De Birmingham Cycle Company leverde vanaf 1912 motorfietsen met Precision- en Saroléa-eencilinder zijklepmotoren. De Eerste Wereldoorlog beëindigde de motorproductie voor lange tijd, want pas in 1955 begon men er weer mee. Toen presenteerde men de Grey Wolf bromfiets, die al snel werd omgedoopt tot Her-Cu-Motor of H.C.M..
In 1958 leverde Villiers niet langer de JAP-motor en dus ontstond er een probleem voor Hercules, want er was geen ander blok beschikbaar dat geschikt was voor cardanaandrijving. In 1960 presenteerde men de Hercules Corvette-bromfiets. Hercules was intussen eigendom van Raleigh en deze firma besloot in 1961 de Hercules-productie stop te zetten.